# Huangshan
Huangshan (på kinesisk: 黄山, betyder "Det gule bjerg") er en bjergkæde i det sydlige af Anhui-provinsen i det østlige Kina. Området er berømt for sine smukke udsigter som består af granittoppe i besynderlige former, fyrretræer formet af vejret og tåge set fra oven. Området har også varme kilder og søer. Huangshan bliver ofte anvendt som motiv i traditionel kinesisk kunst og litteratur. I dag er bjerget på UNESCOs Verdensarvsliste og et populært besøgsmål for turister.